# 彼得·巴罗
彼得·巴罗（英語：Peter Baro），（1535年—1599年），文艺复兴时期欧洲法国神学家之一。他信奉了加尔文教。后来由于受到宗教的迫害而亡命英格兰，在剑桥大学以讲授神学为其职业。他的思想对宗教发展产生了深远影响。

## 扩展阅读
- C. S. Knighton, ‘Baro, Peter (1534–1599)’ （页面存档备份，存于）, Oxford Dictionary of National Biography, Oxford University Press, Sept 2004; online edn, Jan 2008